# Ed Roos
Ed Roos (Den Haag, 10 augustus 1966) is een voormalig Nederlands voetballer die van 1985 tot 1993 uitkwam voor Feyenoord, PEC Zwolle '82 en Excelsior. Hij speelde als aanvaller.

## Statistieken
| Seizoen | Club             | Land      | Competitie     | Wed. | Goals |
| ------- | ---------------- | --------- | -------------- | ---- | ----- |
| 1985/86 | Feyenoord        | Nederland | Eredivisie     | 3    | 0     |
| 1986/87 | Feyenoord        | Nederland | Eredivisie     | 9    | 3     |
| 1987/88 | Feyenoord        | Nederland | Eredivisie     | 8    | 1     |
| 1988/89 | → PEC Zwolle '82 | Nederland | Eredivisie     | 28   | 8     |
| 1989/90 | Excelsior        | Nederland | Eerste divisie | –    | –     |
| 1990/91 | Excelsior        | Nederland | Eerste divisie | –    | –     |
| 1991/92 | Excelsior        | Nederland | Eerste divisie | 13   | 1     |
| 1992/93 | Excelsior        | Nederland | Eerste divisie | 17   | 6     |
| Totaal  | Totaal           | Totaal    | Totaal         | 78   | 19    |